# Kjell Provost
Kjell Provost (ur. 21 czerwca 1977 w Ostendzie) – belgijski lekkoatleta, sprinter.
Medalista Młodzieżowych Mistrzostw Europy (1997). Siedmiokrotny mistrz Belgii w biegu na 400 metrów.

## Osiągnięcia
- Młodzieżowe Mistrzostwa Europy, Turku 1997
  - brązowy medal – bieg na 400 m
- Mistrzostwa Belgii[1]
  - 3 złote medale – bieg na 400 m (1998, 1999, 2000)
- Halowe Mistrzostwa Belgii
  - 4 złote medale – bieg na 400 m (1997, 1998, 2000, 2001)

## Rekordy życiowe
- bieg na 100 metrów
  - stadion – 10,85 (2002)
- bieg na 200 metrów
  - stadion – 21,24 (2000)
- bieg na 400 metrów
  - stadion – 45,88 (1999)
  - hala – 46,69 (1998)